# The Nice Guys
The Nice Guys ist eine US-amerikanische Neo-Noir-Filmkomödie von Shane Black aus dem Jahr 2016. Der Film mit Russell Crowe und Ryan Gosling in den Hauptrollen handelt von zwei Ermittlern, die zusammen auf der Suche nach einer vermissten Person sind und dabei eine große Verschwörung enttarnen.
Nach seiner Premiere am 15. Mai 2016 kam der Film am 20. Mai 2016 in die amerikanischen Kinos. In Deutschland lief er am 2. Juni 2016 an.

## Handlung
Im Jahr 1977 in Los Angeles kommt die bekannte Pornodarstellerin „Misty Mountains“ bei einem Autounfall ums Leben. Es ist nicht eindeutig geklärt, ob es sich um einen Unfall handelt oder um einen Mord. Mrs. Glenn, Mistys Tante, beauftragt den Privatdetektiv Holland March, ihre Nichte zu finden. Sie behauptet, ihre Nichte zwei Tage nach dem Unfall in deren Haus gesehen zu haben. March geht jedoch davon aus, dass es sich nicht um die Verstorbene, sondern um Amelia Kuttner handelt, die ihr ähnlich sieht.
Amelia heuert mittlerweile den Auftragsschläger Jackson Healy an, der ihr die Leute, von denen sie sich verfolgt fühlt, fernhalten soll. Sie gibt ihm die Adresse von March, den Healy aufsucht und ihm den linken Arm bricht. Der Privatdetektiv lässt sich aber, durch Mrs. Glenns Geld motiviert, nicht von dem Fall abziehen. Als Healy am Abend nach Hause kommt, erwarten ihn zwei bewaffnete Männer, schlagen ihn zusammen und wollen den Aufenthaltsort von Amelia erfahren, doch Healy kann die beiden in die Flucht schlagen. 
Da Healy befürchtet, dass Amelia in Gefahr ist, heuert er auf eigene Kosten den zunächst misstrauischen March an, der trotz seiner Macken einen guten Ruf als Detektiv genießt. Gemeinsam machen sie sich auf die Suche nach Amelia und erhalten durch einen der Freunde der jungen Frau, den Filmvorführer Chet, neue Informationen. Demnach soll Amelia wie auch Misty Mountains mit einem bekannten Pornoproduzenten einen „Experimentalfilm“ gedreht haben. Dieser Film sei jedoch bei einem Wohnungsbrand vernichtet worden. Mit Marchs Tochter Holly im Kofferraum versteckt, fahren sie zu einer Party des besagten Pornoproduzenten, wo sich auch Amelia aufhalten soll. Während der angetrunkene March zufällig den toten Pornoproduzenten findet und gemeinsam mit Healy versucht, die Leiche zu verstecken, trifft Holly den Killer Blue Face und kann verhindern, dass dieser Amelia tötet. Bei einer Verfolgungsjagd wird Blue Face von Healy getötet und Amelia kann untertauchen.
Amelias Mutter, die ranghohe Ministerialbeamtin Judith Kuttner, heuert Healy und March an, ihre Tochter zu finden. Angeblich habe Amelia durchgedreht und glaube, dass ihre Mutter sie umbringen lassen wolle. Healy und March finden durch eine Notiz heraus, dass Amelia sich mit Geschäftsleuten in einem Hotel treffen möchte. Jedoch befindet sich dort bereits der Auftragskiller John Boy, der auf Amelia angesetzt wurde. Als die beiden Detektive sich davonmachen wollen, fällt Amelia auf ihr Auto. Sie nehmen die Bewusstlose mit in Marchs Haus, wo sie ihnen eröffnet, dass es sich bei dem „Experimentalfilm“ vorrangig um die Aufklärung eines durch die Automobilindustrie verursachten Umweltskandals handelt. 
March erhält einen Anruf von Kuttners Sekretärin Tally, die behauptet, ihre Chefin werde erpresst. March soll mit Healy das Lösegeld übergeben. Auf dem Weg zum Übergabeort stellen die beiden fest, dass statt Geld nur Papierschnipsel in dem Koffer sind, den sie von Tally bekommen haben. Anscheinend arbeiten Judith Kuttner und Tally mit den Verbrechern zusammen. Währenddessen erscheint der Killer John Boy im Haus von March und versucht, Amelia zu töten. Holly kann ihn zunächst aufhalten, bis Healy und March zurückkehren, doch sie können den Mord an Amelia und John Boys Flucht nicht verhindern. Am darauffolgenden Tag erscheint Mrs. Glenn und erzählt erneut, dass sie ihre totgeglaubte Nichte gesehen habe. Healy wird klar, dass Mrs. Glenn nicht wirklich ihre Nichte durch ein Fenster in deren Haus gesehen hat, sondern stattdessen eine Projektion des Films, und dass es eine Kopie geben muss, die sich im Besitz von Chet befindet. Dieser möchte den Film bei der kommenden Automobilmesse öffentlich abspielen, um auf den Umweltskandal aufmerksam zu machen.
Healy und March besuchen gemeinsam mit Holly die Automobilmesse und finden Chet, der aber von John Boy bereits zusammengeschlagen wurde. John Boy und Tally versuchen, sich die Filmrolle zu sichern. Gemeinsam können March und Healy sich gegen die Verbrecher durchsetzen und die Filmrolle an sich nehmen, die beweist, dass Amelias Mutter sich von den Automobilherstellern bestechen ließ, um auf Kosten der Umwelt deren Interessen durchzusetzen. 
Amelias Mutter wird angeklagt, und March zeigt zum Abschluss des Falls in einer Bar seinem neuen Partner Healy einen Flyer mit Werbung für ihre gemeinsame Privatdetektei.

## Hintergrund
Im Juni 2014 wurden zum ersten Mal Informationen zum Film bekannt gegeben. Damals wurden bereits der Titel, sowie Shane Black als Regisseur, Russell Crowe und Ryan Gosling als Hauptdarsteller und Joel Silver als Produzent benannt.
Der Film greift viele wahre Ereignisse aus dem Leben von Jay Joseph auf, einem Marine-Corps-Veteranen, der in den 1990er-Jahren eine Zeit lang als Privatdetektiv und Maulwurf arbeitete. Produzent Joel Silver traf Joseph im Jahr 1999. Dieser erzählte ihm von einigen seiner Abenteuer als Privatdetektiv, die ihn aufgrund seiner Unerfahrenheit nicht selten in amüsante – jedoch gefährliche – Situationen brachten. Bereits damals empfand Silver diese Geschichten als eine großartige Grundlage für einen Detektivfilm. Beispielsweise der Satz „Du bist der schlechteste Detektiv der Welt“, welcher in The Nice Guys auftaucht, wurde wirklich von Josephs jüngerer Schwester ausgesprochen, nachdem er ihr erzählt hatte, mit einer Frau geschlafen zu haben, die er eigentlich wegen Ehebruchs hätte überwachen sollen. Einige der von Joseph erzählten Geschichten fanden sich durch Mundpropaganda auch im 2005 erschienenen, ebenfalls von Shane Black geschriebenen Film Kiss Kiss, Bang Bang wieder. 
Die Dreharbeiten zu The Nice Guys begannen am 27. Oktober 2014 mit einem Budget von ca. 50 Millionen US-Dollar in Atlanta und Decatur im US-Bundesstaat Georgia.
Der Film feierte bei den Internationalen Filmfestspielen von Cannes 2016 am 15. Mai 2016 Premiere. In den Vereinigten Staaten hätte er ursprünglich am 17. Juni 2016 in die Kinos kommen sollen, das Produktionsunternehmen Warner Bros. entschied sich jedoch dazu, die Veröffentlichungstermine von The Nice Guys und seinem anderen Film Central Intelligence auszutauschen. Dies führte dazu, dass The Nice Guys dort bereits am 20. Mai 2016 in die Kinos kam. In Deutschland lief der Film am 2. Juni 2016 an.

## Synchronisation
Die deutsche Synchronisation entstand nach einem Dialogbuch von Alexander Löwe und unter Dialogregie von Clemens Frohmann im Auftrag der FFS Film- & Fernseh-Synchron in München.
| Rolle           | Darsteller/in          | Synchronsprecher/in     |
| --------------- | ---------------------- | ----------------------- |
| Jackson Healy   | Russell Crowe          | Martin Umbach           |
| Holland March   | Ryan Gosling           | Tommy Morgenstern       |
| Holly March     | Angourie Rice          | Laura Jenni             |
| John Boy        | Matt Bomer             | Sascha Rotermund        |
| Amelia Kuttner  | Margaret Qualley       | Leslie-Vanessa Lill     |
| Misty Mountains | Murielle Telio         | Anna Ewelina            |
| Mrs. Glenn      | Lois Smith             | Anita Höfer             |
| Bergen Paulsen  | Gil Gerard             | Leon Rainer             |
| Älterer Typ     | Keith David            | Thomas Rauscher         |
| Judith Kuttner  | Kim Basinger           | Sabine Falkenberg       |
| Blue Face       | Beau Knapp             | Louis Friedemann Thiele |
| Tally           | Yaya DaCosta           | Friederike Sipp         |
| Bobby           | Ty Simpkins            | Cedric Eich             |
| Chet            | Jack Kilmer            | Domenic Redl            |
| Bumble          | Hannibal Buress        | Uwe Kosubek             |
| Jessica         | Daisy Tahan            | Valeria Ceraolo         |
| Kind am Fahrrad | Lance Valentine Butler | Laurin Lechenmayr       |

## Kritik
Der Film erhielt überwiegend positive Bewertungen. Auf Rotten Tomatoes hält er eine Bewertung von 92 %, basierend auf 249 Kritiken und einer Durchschnittsbewertung von 7,5/10. Auf Metacritic erhielt er 70 von 100 möglichen Punkten, basierend auf 51 Kritiken.
Carsten Baumgardt von Filmstarts lobte: „Action, coole Sprüche und eine rasante Detektivgeschichte – Last Boy Scout trifft Chinatown: Shane Blacks knallbunt-gewagter und erfrischend altmodischer Slapstick-Krimi The Nice Guys unterhält bestens.“ Die Redaktion von Cinema meinte: „Shane Black, Regisseur und Autor von ‚The Nice Guys‘, ist der Mann, der Humor ins Actiongenre brachte. […] Waren es damals die herrlich spritzigen Dialoge, die für Lacher sorgten, kommt hier Situationskomik hinzu. Glücklicherweise ist die so dosiert, dass die Helden nicht zu Witzfiguren werden. Nur ein-, zweimal, meist dann wenn der Gegenspieler John Boy […] auftaucht, würde man sich wünschen, dass die Action ein wenig ernsthafter wirken würden. So aber geht der Krimiaspekt ein klein wenig verloren – ähnlich dem Münster-‚Tatort‘, in dem das Verbrechen auch keine Rolle mehr spielt. Doch das stört kaum, hier wie da ist das Ergebnis ein großer Spaß.“
Die Fernsehzeitschrift Prisma empfand: „Ulkige Situationen und schlagfertige Dialoge, aber auch rasante Prügeleien und Explosionen führt Black geschickt zu einem Ganzen zusammen. Dabei zeigen die Hauptdarsteller Gosling und Crowe ein großartiges Zusammenspiel. […] Gemeinsam schlagen sie sich durch liebevoll ausgestattete Kulissen und eine überzeugende Wiedergabe der 1970er-Jahre. Die Zuschauer dürfen sich auf eine humorvolle Kriminalgeschichte freuen.“ Das Lexikon des internationalen Films urteilte: „Die rasante Actionkomödie vereint flotte Sprüche und harte Gewalt, ohne ihre Elemente erzählerisch halbwegs schlüssig miteinander zu verbinden. Ausstattung, Setdesign und der Soundtrack glänzen indes als sympathische Hommage auf eine nur scheinbar freie Epoche.“